# Andrej Vizjak
Andrej Vizjak (ur. 6 sierpnia 1964 w Brežicach) – słoweński polityk, inżynier i samorządowiec, poseł do Zgromadzenia Państwowego, minister gospodarki (2004–2008), minister pracy, rodziny i spraw społecznych (2012–2013), minister środowiska i zagospodarowania przestrzennego (2020–2022).

## Życiorys
Absolwent elektrotechniki na wydziale elektrycznym i informatycznym Uniwersytetu Lublańskiego. W 1994 uzyskał magisterium. Pracował w przedsiębiorstwie przemysłu ciężkiego Litostroj, następnie w instytucie imienia Josefa Stefana, a od 1994 jako inspektor pracy. W 2000 został sekretarzem stanu w ministerstwie pracy, rodziny i spraw społecznych. Politycznie związany ze Słoweńską Partią Demokratyczną. W 2000 po raz pierwszy uzyskał mandat posła do Zgromadzenia Państwowego, ponownie wybierany na deputowanego w kolejnych wyborach w 2004, 2008 i 2011. W 2002 objął stanowisko burmistrza gminy Brežice, które zajmował do 2004.
Od grudnia 2004 do listopada 2008 był ministrem gospodarki w rządzie Janeza Janšy. Od lutego 2012 do marca 2013 pełnił funkcję ministra pracy, rodziny i spraw społecznych w drugim gabinecie tegoż premiera. Później odpowiadał za sprawy inwestycji i rozwoju w elektrowni wodnej wchodzącej w skład państwowego koncernu energetycznego GEN Energija. W marcu 2020 został kandydatem na ministra środowiska i zagospodarowania przestrzennego w tworzonym wówczas trzecim rządzie Janeza Janšy. Urząd ten objął w tym samym miesiącu, sprawował go do czerwca 2022.